# Privolni (Proletarsk)
|  | Per a altres significats, vegeu «Privolni». |

Privolni (en rus: Привольный) és un poble (una khútor) de l'óblast de Rostov, a Rússia, segons el cens rus del 2010 tenia 472 habitants. Pertany al districte de Proletarsk.